# Maison Générat
La maison Générat, connue également sous le vocable Maison des consuls, est un bâtiment situé dans le village de Cucuron, dans le département français du Vaucluse.

## Historique
Construit dans le centre de Cucuron, à l'angle de la rue de l'église et de la rue marché, cet immeuble date des années 1660.
Le bâtiment est classé au titre des monuments historiques depuis le 18 octobre 1994

## Description
Cette maison, en angle de rues, est comporte un rez-de-chaussée, et 2 étages. La statue d'une Vierge à l'Enfant, haute d'1,42 mètre, orne l'angle de la façade, au niveau du premier étage. Elle est attribuée au sculpteur Berrnus de Mazan.

## Pour en savoir plus